# Tóth Sándor (hegymászó)
Tóth Sándor (1977. április 8. –) magyar műkőkészítő mester, kőfaragó, vállalkozó, üzletember, hegymászó. 2019-ben első magyarként mászta meg az Antarktisz legmagasabb vulkánját, a Mount Sidley-t, és ezzel első magyarként teljesítette a nemzetközi hegymászókihívást, a Volcanic Seven Summitsot. Megmászta minden kontinens legmagasabb vulkánját.
2022-től  a Seven Summits & Explorers Grand Slam sorozatot végzi.

## Életpályája

### Tanulmányok
- Vajda János Általános Iskola
- Vörösmarty Mihály Ipari Szakközépiskola és Szakmunkásképző Intézet

### Katonai szolgálat
Sorkatonai szolgálatát a Zala Határvadász Században, valamint a Rába Határvadász Században teljesítette Szentgotthárdon.

### Vállalkozói pályafutása
2002-ben kezdte vállalkozói pályafutását. Gránit-, márvány-, mészkőfeldolgozással és egyedi sírkövek készítésével foglalkozik, amelyek az egész ország területén megtalálhatóak.

## Munkái

### Általa készített sírkövek
- Flipper Öcsi
- Bajor Imre
- Gulácsy Mária olimpikon
- Pataki János (Érd, Pataki cukrászda)
- Árva Csaba dunaújvárosi kézilabda edző
- Horváth János országgyűlési képviselő
- Eőry Emil szobrászművész

### Emlékművek
- Köztéri emlékmű,Tököl
- Köztéri emlékmű, Etyek
- Köztéri emlékmű, Újhartyán
- Köztéri emlékmű restauráció, Vál
- Köztéri emlékmű restauráció, Tárnok
- Köztéri emlékmű restauráció . Felcsút
- Köztéri emlékmű: Tököl
- Mága Zoltán 100 templomi koncert sorozat kapcsán ajánlott fel jótékony árverés céljából, egy általa faragott márványhegedűt.

Több emlékmű-restauráció és köztéri szobor is a nevéhez fűződik.
2006-ban a Pest Megyei Kereskedelmi és Iparkamara mestervizsga bizottsága műkőkészítő mesternek nyilvánította. Ezzel ő lett az ország legfiatalabb műkőkészítő mestere.
2015-ben az Érdi Ipartestület és T. Mészáros András Érd Megyei Jogú Város Polgármestere Érd Város Tisztes Iparosa címet adományozott részére.

### Társadalmi szerepvállalása
Rendszeresen tesz felajánlásokat, vagy meglévő karitatív projektekhez csatlakozik.
- Schütz Ila művésznő sírjára ajánlott fel sírkövet.
- Mága Zoltán 100 templomi koncert sorozat kapcsán ajánlott fel jótékony árverés céljából egy általa faragott márványhegedűt.
- A Bátor Tábor jótékony sportolóprogramban is részt vett.
- Fejér Megyei Szent György Egyetemi Oktató Kórház támogatása.
- Heti Betevő Egyesület , ételosztás  időszakos finanszírozása

### Hegymászás
Számos önfejlesztő tréninget végzett (Agykontroll, Sikerkód trénig, Sportpszichológia- Mentáltréning, Butejko-légzéstréning, Oxygen Advantage sportolói légzéstréning). 
Mivel tériszonyos, ezért a hegymászásban méretteti meg magát. Azt vallja, hogy az igazi élet a komfort zónán kívül kezdődik; a projektjét tériszony-terápiának tekinti. Célja a Volcanic Seven Summits & Seven Summits & Explorers Grand Slam teljesítése.
Első hegyének, az 5895 méter magas Kilimandzsárónak a csúcsán 2016. január 23-án állt.

#### Volcanic Seven Summits
2019. január 15-én sikerrel zárta első magyarként a Volcanic Seven Summits nemzetközi hegymászó kihívást, mely keretében megmászta minden kontinens legmagasabb vulkánját. Továbbá ő az egyetlen magyar, aki megmászta a Mount Sidley-t, az Antarktisz legmagasabb vulkánját.
A sorozatban szereplő hegyek a következők:
- Kilimandzsáró (Afrika) ( 2016)
- Damávand (Ázsia)   ( 2016)
- Elbrusz (Európa)   (2016)
- Ojos del Salado (Dél- Amerika)  ( 2017, 2023)  A második Ojos del Salado mászás kapcsán az eddigi legszebb csúcstelesítési oklevelet kapta.
- Pico de Orizaba (Észak-Amerika) ( 2017)
- Mount Giluwe (Ausztrália és Óceánia) ( 2017)
- Mount Sidley (Antarktisz)   ( 2019)

Összegzés: 
- Első és eddig egyetlen magyar Mt. Sidley mászás, melynek különlegessége, hogy ő a 46. ember a világon aki megmászta az Antarktisz legmagasabb vulkánját. Külön öröm számára, hogy mivel új utat másztak a hegyen, így valószínűleg az expedíció tagjainak lábnyomai érintették először a talajt a történelemben.
- Első magyar expedíciót szervezte a Mt. Giluwe vulkán mászására, Pápua új Guineába, ahol polgárháborús helyzetbe kerültek.
- Első és eddig egyetlen magyar Volcanic Seven Summits  teljesítés, mellyel ő a 7. európai és 17. a világon a sikeres teljesítők között.
- Első antarktiszi hegyi duplázás, melynek keretében Ő az egyetlen magyar aki megmászta az Antarktisz legmagasabb vulkánját ás hegyét is.

A Mt. Sidley első magyar teljesítéséért és a Volcanic Seven Summits első magyar teljesítéséért a Magyar Rekord Egyesület két Magyar Rekorder Diplomát adományozott részére 2019. június 17-én.
A hét kontinens legmagasabb csúcsának megmászása folyamatban van. 2024 végéig négy hegyet mászott meg:
- Kilimandzsáró( Afrika)  2016. január 23.
- Elbrusz: 2016. ( Európa)  augusztus 12.
- Mt.Kosciuszko: ( Ausztrália)  2022. május 17
- Mt. Vinson   ( Antarktisz)   2024. december 3

## További információ
- https://www.feol.hu/kozelet/helyi-kozelet/het-jeges-vulkan-tetejere-jutott-el-a-vali-toth-sandor-2816476/ Archiválva 2020. augusztus 12-i dátummal a Wayback Machine-ben
- https://www.youtube.com/watch?v=3PIzwjuXKHQ
- https://tothsanyaextremesport.hu/%5B%5D
- https://web.archive.org/web/20190204193754/http://www.blikk.hu/aktualis/belfold/magyar-kofarago-hoditotta-meg-a-legnagyobb-vulkanokat/54z9jpz
- https://web.archive.org/web/20181212142727/http://www.blikk.hu/aktualis/belfold/szupervulkanokat-hodit-meg-a-magyar-maszo/fnpn0tv
- http://www.borsonline.hu/aktualis/elso-magyarkent-pipalta-ki-a-het-vulkant-sandor/167997
- https://web.archive.org/web/20190126194654/http://www.csupasport.hu/hegymaszas/az-antarktisz-vulkanjat-is-legyozte-19270/
- https://www.origo.hu/utazas/20170411-interju-toth-sandorral-aki-elso-magyarkent-teljesiti-a-volcanic-seven-summits-eroprobat.html
- https://www.origo.hu/utazas/20170811-toth-sandor-beszamoloja-a-papua-uj-guineai-giluwe-vulkan-megmaszasarol.html
- https://www.facebook.com/tv2mokka/posts/1853975664691898/
- https://web.archive.org/web/20190301181949/https://tv2.hu/fem3/musoraink/fem3cafe/39113_vilagprojektet-teljesitett-toth-sandor-elso-magyarkent-maszta-meg-az-antarktisz-vulkanjat.html
- https://www.echotv.hu/videok/2019/02/14/toth-sandor/8933%5B%5D
- https://www.blikk.hu/sztarvilag/granit-sirko-keszul-schutz-ilanak/9s581kt [halott link]
- https://szentkoronaradio.com/blog/2024/12/12/felhok-felett-a-gardonyi-hegymaszo-toth-sandor-az-elso-magyar-az-antarktisz-legmagasabb-csucsan/
- https://gardonykultura.hu/talalkozas-toth-sandor-hegymaszoval-gardonyi-ikonok-beszelgetes-sorozat-estje-2025-01-31-nemzedekek-haza/
- https://www.facebook.com/feol.hu/posts/g%C3%A1rdony-b%C3%BCszkes%C3%A9ge-t%C3%B3th-s%C3%A1ndor-t%C3%B6rt%C3%A9nelmet-%C3%ADrt%EF%B8%8F/1120126246786109/
- https://www.feol.hu/helyi-kozelet/2024/12/gardonyi-hegymaszo-siker-antarktisz
- https://www.feol.hu/helyi-eletstilus/2024/11/toth-sandor-hegymaszo-celok
- https://www.feol.hu/helyi-eletstilus/2024/11/toth-sandor-hegymaszo-celok